# The Way to Fight
Pour plus de détails, voir Fiche technique et Distribution.
The Way to Fight (喧嘩の花道 大阪最強伝説, Kenka no hanamichi: Oosaka saikyо̄ densetsu) est un film japonais réalisé par Takashi Miike et sorti en 1996.

## Fiche technique
- Titre : The Way to Fight
- Titre original : 喧嘩の花道 大阪最強伝説 (Kenka no hanamichi: Oosaka saikyо̄ densetsu)
- Réalisation : Takashi Miike
- Photographie : Hideo Yamamoto (ja)
- Scénario : Masa Nakamura, d'après une histoire de Seijun Ninomiya
- Production : Kazuo Suzaki
- Pays d'origine : Japon
- Durée : 114 minutes
- Dates de sortie : Japon le 27 septembre 1996

## Distribution
- Takeshi Caesar
- Ryoko Imamura : Ritsuko
- Kazuki Kitamura : Takeshi
- Takashi Miike : victime poignardée
- Tomohiko Okuda : Tatsuo
- Jirо̄ Watanabe
- Kyо̄suke Yabe : Kazuyoshi